# Krumme (bagværk)
 For alternative betydninger, se Krumme (flertydig). (Se også artikler, som begynder med Krumme)
Krummen af et brød er den indvendige del af brødet inden for skorpen. Hvis krummen smuldres, kaldes de små smuler for krummer.
Krummens væsentligste egenskaber udgøres af struktur, tekstur, lugt og smag.
Indflydelse herpå har dejens ingredienser, deres blanding, æltningen, hævning og hævemidler.
Et brød bedømmes på skorpen og på krummen; krummens elasticitet, skærefasthed, brødskivernes smørbarhed og den umiddelbare fornemmelse, når brødet kommer i munden. Krummens beskaffenhed ændres over tid, fra frisk brød over gammelt brød til tørt eller muggent brød.
Krav til den perfekte krumme afhænger af brødtypen.
Porer er luftlommer i krummen dannet ved hævning. Det kaldes poring i krummen.